# Надеево (Вологодский район)
Надеево — посёлок в Вологодском районе Вологодской области. Входит в состав Подлесного сельского поселения, с точки зрения административно-территориального деления — в Подлесный сельсовет.
Расстояние по автодороге до районного центра Вологды — 10 км, до центра муниципального образования Огарково — 6 км. Ближайшие населённые пункты — Михалёво, Кожино, Голенево, Лоптуново, Щёкино, Мироносица.
До 26 декабря 2001 года Надеево имело статус деревни.

## Население
| 2010 |
| ---- |
| 1595 |

Преобладающая национальность (2002 г.) — русские (97 %).